# Рахман, Машиур
Машиур Рахман (бенг. মশিউর রহমান; 9 июля 1924, округ Рангпур, Бенгальское президентство, Британская Индия — 12 марта 1979) — политический и государственный деятель Пакистана и Бангладеш, премьер-министр Бангладеш (1978—1979).

## Биография
Родился в обеспеченной мусульманской семье. В общественно-политическую жизнь включился в студенческие годы.
В период Второй мировой войны воевал против японских милитаристов в Бирме. Затем занимался общественной деятельностью в период послевоенной вспышки чумы и индо-мусульманских погромов (1946).
В 1954—1958 годах являлся секретарём потребительского кооперативного общества Рангпура, ставшего крупнейшим в Восточном Пакистане. В конце 1950-х гг. был избран самым молодым в истории председателем совета округа Рангпур, однако вскоре был вынужден подать в отставку. В 1957 году возглавлял организационный комитет фестиваля молодёжи Восточного Пакистана. Будучи с детства поклонником футбола во главе спортивного общества организовывал в родном округе спортивные соревнования для подростков и молодёжи. Также был известен своей благотворительной деятельностью, помощью бедным.
В 1962 году был избран членом Национального совета Пакистана и заместителем лидера оппозиции. В 1963 году был арестован за участие в антиправительственном движении.
Накануне Войны за независимость Бангладеш становится заместителем лидера Национальной Авамистской партии Абдул Хамида Хана Бхашани и её генеральным секретарём. В середине 1970-х гг. подвергался гонениям, был арестован и осуждён к тюремному заключению на три года и два месяца. В 1974 году Верховный суд постановил, что политик должен быть освобождён. Однако, через три месяца после этого решения в июне 1974 года он был вновь подвергнут аресту и пробыл в тюрьме до ноября 1975 года.
После восстановления системы министров (1977) и прихода к власти президента Зиаура Рахмана в 1978 году был назначен главным министров в статусе премьер-министра, ответственного также за министерство путей сообщения, шоссейных и автомобильных дорог Бангладеш. Сыграл важную роль в создании Националистической партии Бангладеш.
Скоропостижно скончался в апреле 1979 года от последствий инсульта.